# Orlove, Novoarhanhelsk
Orlove (în ucraineană Орлове) este un sat în comuna Pokotîlove din raionul Novoarhanhelsk, regiunea Kirovohrad, Ucraina.

## Demografie
Componența lingvistică a localității Orlove
     Ucraineană (97,51%)
     Alte limbi (1,55%)
Conform recensământului din 2001, majoritatea populației localității Orlove era vorbitoare de ucraineană (97,51%), existând în minoritate și vorbitori de alte limbi.